# Myczkowce
Myczkowce is een plaats in het Poolse district  Leski, woiwodschap Subkarpaten. De plaats maakt deel uit van de gemeente Solina en telt 510 inwoners.